# Le Falot

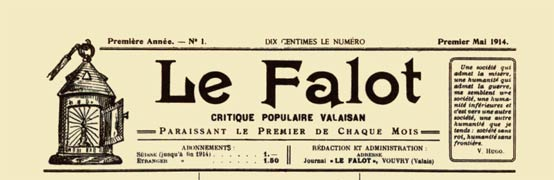
La manchette du premier numéro.

Le Falot ou Le Falot - Il fanale, sous-titré « Critique populaire valaisan », est un journal suisse anarcho-syndicaliste bilingue français-italien créée le 1er mai 1914 par le syndicaliste libertaire Clovis-Abel Pignat.
Publié de 1914 à 1927, Le Falot est d'abord mensuel puis bimensuel. Il devient ensuite et jusqu'en 1936, Le peuple valaisan, hebdomadaire socialiste.

## Historique
Le Falot est créé, sous l'impulsion de Clovis-Abel Pignat, par un groupe d'amis syndicalistes, anarchistes et libres-penseurs.
Le journal est publié, à Vouvry, sur quatre pages dont une en italien.
Se référant à Victor Hugo, le sous-titre de la manchette est critique populaire valaisan. Au début, Clovis-Abel Pignat y écrit la plupart des articles.

### Première époque

Clovis Pignat (sans date).

Dès le premier numéro, la rédaction précise que le journal ne sera pas l’organe d’un parti politique ni d’une tendance du
mouvement ouvrier : « Ce ne sera pas une sorte de chapelle marxiste ou proudhonienne »
Selon Domenico Tarizzo, dans L'anarchie: histoire des mouvements libertaires dans le monde, le journal est « fortement conditionné par le populisme et le culte du travail, caractéristiques de l'époque ».
Sous l'impulsion de son groupe fondateur, de 1914 à 1919, le journal s'oppose à la constitution d'un parti socialiste valaisan et défend la seule voie syndicale.
Selon le Groupe valaisan de sciences humaines, Le Falot, s'inquiète également dans ses colonnes des conditions de vie des travailleurs immigrés et « dénonce à plusieurs reprises les mauvaises conditions de logement, de nourriture et de traitement offertes dans diverses localités. Il s'en prend également à l'interdiction de journaux socialistes, ainsi qu'à des mesures discriminatoires à l'égard des Algériens et des Marocains ».
En août 1914, la Première Guerre mondiale éclate et Le Falot, après seulement quatre numéros, est contraint d’arrêter sa publication. Mais Clovis-Abel Pignat et ses proches ne se découragent toutefois pas et la parution recommence dès mars 1915, mais de manière irrégulière. Selon Claude Cantini de l'Association pour l'étude de l'histoire du mouvement ouvrier : « Dès 1915, Le Falot a dénoncé l'absurdité du massacre, ce qui n'est certainement pas étranger aux mesures de censure dont il a fait l'objet ». Seuls trois numéros peuvent être édités pour l’année 1915 et ce n’est qu'en janvier 1916 qu’une parution régulière peut être assurée.
Dans sa livraison no 13, du 1er juin 1916, en page 2, Clovis-Abel Pignat résume la démarche militante  : « Le remède à apporter à la situation c’est l’organisation syndicale ». Le journal va dès lors, jouer un rôle de premier plan dans le développement des unions ouvrières. La première regroupe environ 150 ouvriers à Vouvry, 12 unions sont créées fin 1916 et le mouvement de créations se poursuit ensuite.
En janvier 1917, la Fédération ouvrière du Valais (FOV) est fondée et en mai 1917, Le Falot en devient l’organe officiel. À partir de cette date, les rapports du secrétariat de la FOV ainsi que les informations des sections prendront une place importante dans la publication. Le journal se montre en outre de plus en plus critique à l’égard des radicaux valaisans.
La même année, la révolution russe de février suscite des espoirs énormes dans les colonnes du Falot. De nombreux articles sur l’« exemple russe » paraissent en 1917 et 1918.
Le 11 novembre 1918, la grève générale éclate en Suisse. Clovis-Abel Pignat, en première page du Falot du 1er décembre, analyse la situation et propose d’adopter un programme en cas de victoire de la révolution en Valais. Il est alors persuadé de l’imminence du changement : « Du train où vont les événements dans les pays qui nous entourent, il est à prévoir que sa mise à exécution ne tardera pas. Il y a des courants qu’il est inutile de faire remonter, et malgré l’obstructionnisme acharné que ne manqueront pas de faire les classes possédantes et gouvernementales, la volonté populaire finira par triompher. Pour tous les hommes conscients, il n’y a aucune minute à perdre. Des groupes doivent se former partout pour entreprendre une vaste propagande dans le peuple. Le jour du salut approche. Tenons-nous prêts ! »
Mais avec le reflux révolutionnaire, les débats sur l'organisation d'une formation politique et la participation aux élections reviennent dans les colonnes du journal. Le 12 novembre 1919, le journal cesse de paraître et le 7 décembre 1919, est fondé le Parti socialiste valaisan. Ainsi s'achève la première époque de cette aventure éditoriale.

### Travaux universitaires
- Mathias Reynard, Genèse et dix premières années d’existence du Parti socialiste valaisan (1900-1929), Mémoire de Master, s/d Nelly Valsangiacomo, Histoire contemporainen, Université de Lausanne, août 2011, texte intégral.

- Groupe valaisan de sciences humaines, Le Valais et les étrangers - XIXe - XXe, Société et culture du Valais contemporain, Sion 1992, texte intégral.

## Notices
- Médiathèque du Valais : Liste des journaux valaisans, en ligne.
- René Bianco : 100 ans de presse anarchiste - notice.
- Réro valais : Le falot. Lausanne. 1914-1927, notice.
- Centre International de Recherches sur l'Anarchisme (Lausanne) : notice bibliographique.
- Catalogue général des éditions et collections anarchistes francophones : imprimerie Unions ouvrières, quelques périodiques imprimés.
- Anarcoefemerides : notice Clovis-Abel Pignat.
- Étoile noire : notice biographique Clovis-Abel Pignat.